# Johann Flittner
Johann Flittner, född 1618, död 1678, tysk diakon, psalmförfattare och kompositör verksam i Pommern. Han finns representerad i de svenska psalmböckerna från 1695 till våra dagars Den svenska psalmboken 1986 med originaltexten till ett verk (1986 nr 355).

## Psalmer
- Jesus, du som själen mättar (1695 nr 246, 1986 nr 355) skriven 1661 översatt av Jakob Arrhenius med titelrad "Jesus som själen spisar". Finns på Wikisource.

## Fotnoter
1. 1 2  International Music Score Library Project, IMSLP-ID: Category:Flitner,_Johann.[källa från Wikidata]